# Аґнєшка Котларска
Аґнєшка Котларска-Свьонтек (нар. 15 серпня 1972, Вроцлав, Польща — пом. 27 серпня 1996, Вроцлав, Польща) — польська фотомодель.
Убита в 24 роки сталкером, програмістом Єжи Лісєвським, який вийшов на свободу в 2012 році. 

## Кар'єра
Навчаючись у Вроцлавському науково-технічному університеті, виграла конкурс краси «Міс Польща», який проходив у Лісовій опері в Сопоті 19 липня 1991 року.
13 жовтня 1991 року вона стала першою польською переможницею Міс Інтернешнл — конкурсу краси, який проходив у Токіо, Японія.
Продовжила кар'єру моделі в США, представляла Ford Models у Нью-Йорку для Ральфа Лорена і Кельвіна Кляйна. Близько 1992 року, працюючи в Нью-Йорку, одружилася з Ярославом Свьонтеком, одним з організаторів конкурсу Miss Polski 1991 року.
Пізніше пара повернулася до Польщі наприкінці 1993 року, щоб оселитися в її рідному місті Вроцлаві, де згодом народила доньку Патрицію.

## Смерть
Котларска ледве уникла смерті, коли в останню хвилину відмовилася від польоту на рейсі TWA 800, який розбився біля Лонг-Айленда, Нью-Йорк, 17 липня 1996 року. Ріко Пульманн, головний фотограф Котларскої, був серед загиблих.
Аґнєшку Котларску зарізав сталкер 27 серпня 1996 року біля її дому. Під час нападу також постраждав її чоловік. Свідкою нападу стала її дворічна дочка. Похована 30 серпня 1996 року. Вбивцю, програміста Єжи Лісєвського, згодом засудили до 15 років ув'язнення. Він відбув термін ув'язнення і у 2012 році вийшов на свободу. Пізніше Лісєвського заарештували за ножове поранення румуна під час спроби крадіжки зі зломом у районі Пше Поле в 2014 році.

## У масовій культурі
Постать Котларскої була головною темою фільму «Będę Cię kochał aż do śmierci» 2013 року.
Котларска та обставини її вбивства згадуються в епізоді 9047 «Вулиці коронації».
Котларска та її родина також були представлені в репортажі за лютий 2023 року в журналі новин TVP1.

## Фонд «АГА»
Фонд «AGA» — неурядова організація, заснована в рідному місті Котларскої Вроцлаві та присвячена наданню допомоги жертвам насильства та жертвам переслідування, а також пов'язаного з ним психологічного та фізичного насильства.